# Linjiang
Linjiang is een stad in de provincie Jilin in China. Linjiang ligt in de prefectuur Baishan en is tevens een arrondissement.
Linjiang telt ongeveer 180.000 inwoners en ligt nabij de grens met Noord-Korea.